# Europäisches Vogelschutzgebiet Altfriedländer Teich- und Seengebiet

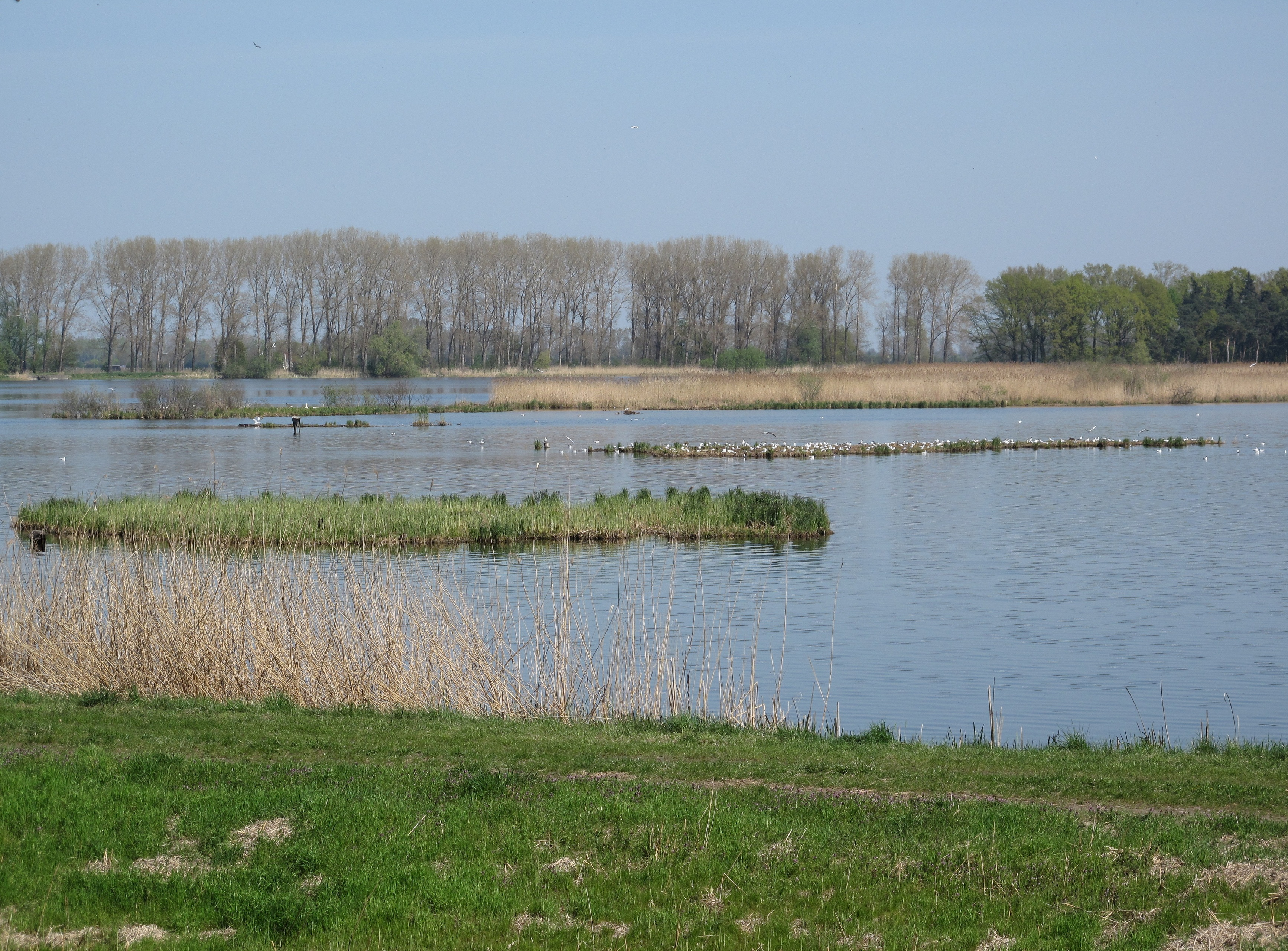
Kietzer See mit natürlichen Brutinseln

Das Europäische Vogelschutzgebiet Altfriedländer Teich- und Seengebiet (auch: Europäisches Vogelschutzgebiet Altfriedländer Teiche, Europäisches Vogelschutzgebiet Kietzer See) ist ein Teilbereich des Europäischen Vogelschutzgebietes (SPA) Märkische Schweiz um Altfriedland im Landkreis Märkisch-Oderland, Brandenburg.
Der nach der EU-Richtlinie zur Erhaltung der wildlebenden Vogelarten geschützte Teilbereich umfasst auf rund 700 Hektar den Klostersee, einige kleinere Seen südwestlich des Klostersees und als zentralen Bestandteil den Kietzer See mit seiner Teichlandschaft. Das Gebiet befindet sich in der nordöstlichen Ecke des Naturparks Märkische Schweiz und ist das bedeutendste Wasservogelbrut-, Rast- und Durchzugsgebiet des Naturparks. Zur Avifauna zählen Vogelarten wie Eisvogel, See- und Fischadler oder Schwarzstorch und im Herbst sehr seltene, rastende Limikolenarten. Die Kolonie der Fluss-Seeschwalbe gehört zu den wichtigsten der stark gefährdeten Art in Brandenburg. Im Herbst bilden die Seen Rastplätze für bis zu 30.000 durchziehende Waldsaat- und Blässgänse.

## Naturräumliche Lage und Teichlandschaft
→ Hauptartikel: Kietzer See

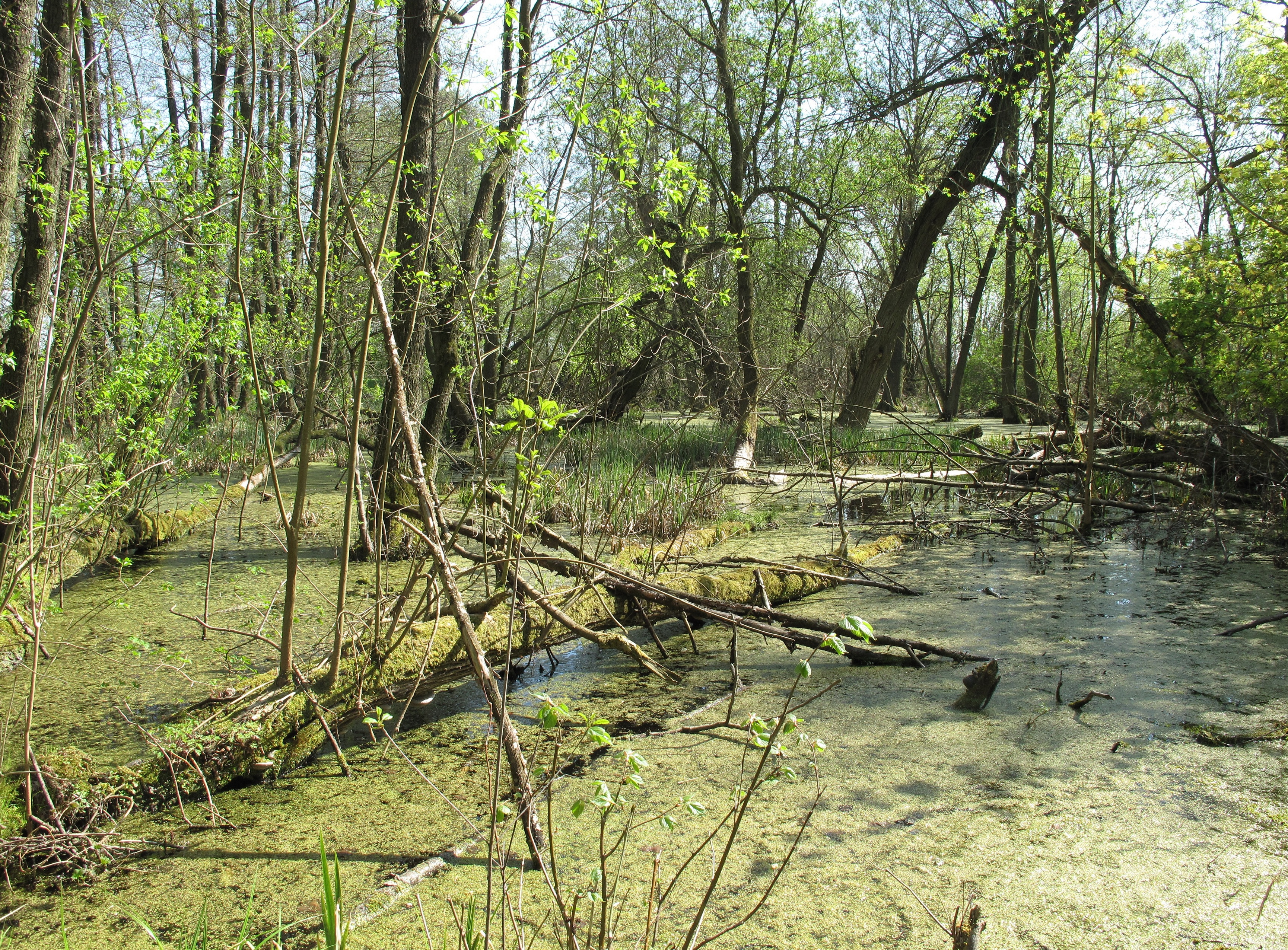
Rest des Niedermoorgebiets westlich des Kietzer Sees und Stobbers

Das Vogelschutzgebiet liegt am Westrand des Oderbruchs am Nordostausgang der weichselglazialen Buckower Rinne (auch: Löcknitz-Stobber-Rinne), die die Barnimplatte von der Lebuser Platte trennt. Der zentrale Kietzer See hatte 1751, unmittelbar vor der Melioration des Oderbruchs, eine Fläche von rund 154 Hektar. Nach der Trockenlegung des Bruchs verlandete der See und konnte 1938 aufgrund seiner geringen Tiefe nicht mehr befischt werden. In den 1960er-Jahren wurde das Niedermoorgebiet durch Eindeichung und Anstauung des Stobbers in die Teichwirtschaften der Altfriedländer Teiche umgeformt. Inklusive der südwestlich vorgelagerten sieben Karlsforfer Teiche entstanden neunzehn flache Teiche mit insgesamt 280 Hektar Teichnutzfläche. Allerdings blieb die Parzellierung unvollendet, sodass der größte künstliche Teich Brandenburgs, der maximal ein Meter tiefe Kietzer See, mit einer Fläche von rund 200 Hektar verblieb. Der Umbau der Landschaft und die fischereiwirtschaftliche Nutzung der Teiche führte zu einem grundlegenden Wandel in der Avifauna und zur Bildung von Sekundärlebensräumen. Ein Vogelbeobachtungsturm am Stobber, der seit dem Seeumbau in kanalisierter Form dicht am West- und Ostufer um die Teiche herumgezogen wird, bietet einen Blick über die Wasserlandschaft und die Vogelwelt.

## Avifauna
Brüteten vor der Überformung auf den versumpften Wiesen um den Kietzer See unter anderem Wiesenweihen, Bekassinen und Schlagschwirlen, bildeten sich in den Sekundärräumen Refugien für zahlreiche neue Tier- und Pflanzenarten. Der Kietzer See ist aufgrund seiner Größe, den naturnah gestalteten Uferzonen und ausgeprägten Röhrichtgürteln sowie seiner Bedeutung vor allem für die Vogelwelt, aber auch für zahlreiche Insekten- und Amphibienarten ein wertvoller Ersatzlebensraum in einer durch den Menschen geprägten Landschaft. Für Brutvögel bestehen im Kietzer See natürliche und seit 1999 zusätzlich zwei künstliche Brutinseln aus ausgedienten Pontons, die mit Kies, Grasflies und Unterschlupfmöglichkeiten präpariert wurden. – Sämtliche Angaben in den folgenden Abschnitten zu den Gefährdungsstufen der Vögel in Brandenburg sind der Roten Liste gefährdeter Arten mit Stand 2003 entnommen, siehe Literatur.

### Limikolen (Regenpfeiferartige)

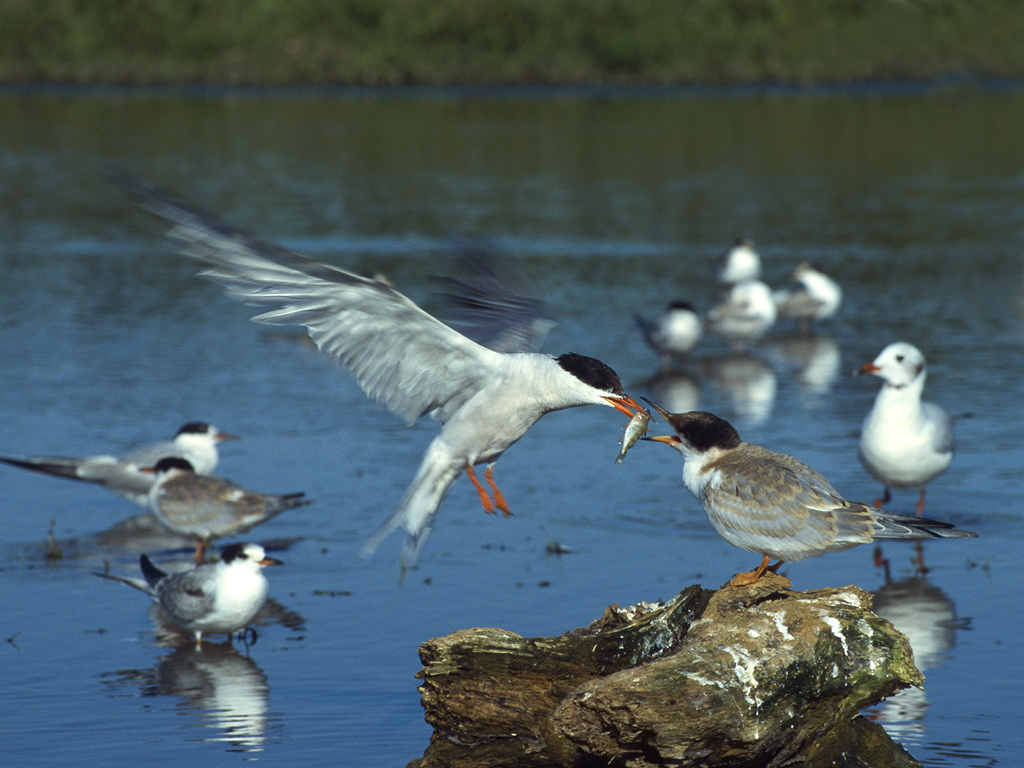
Fluss-Seeschwalbe bei der Fütterung eines Jungtiers

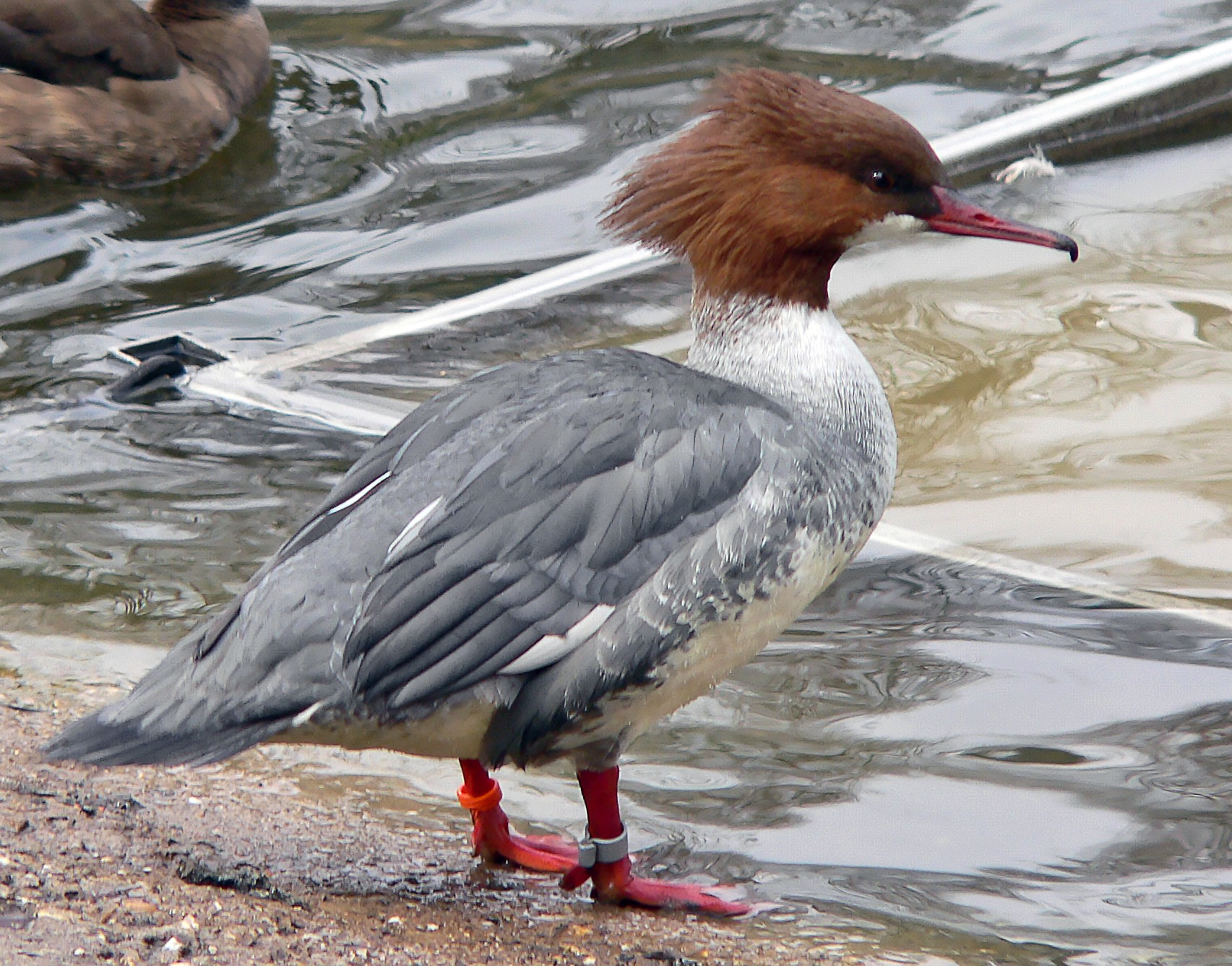
Der in Brandenburg vom Aussterben bedrohte Gänsesäger

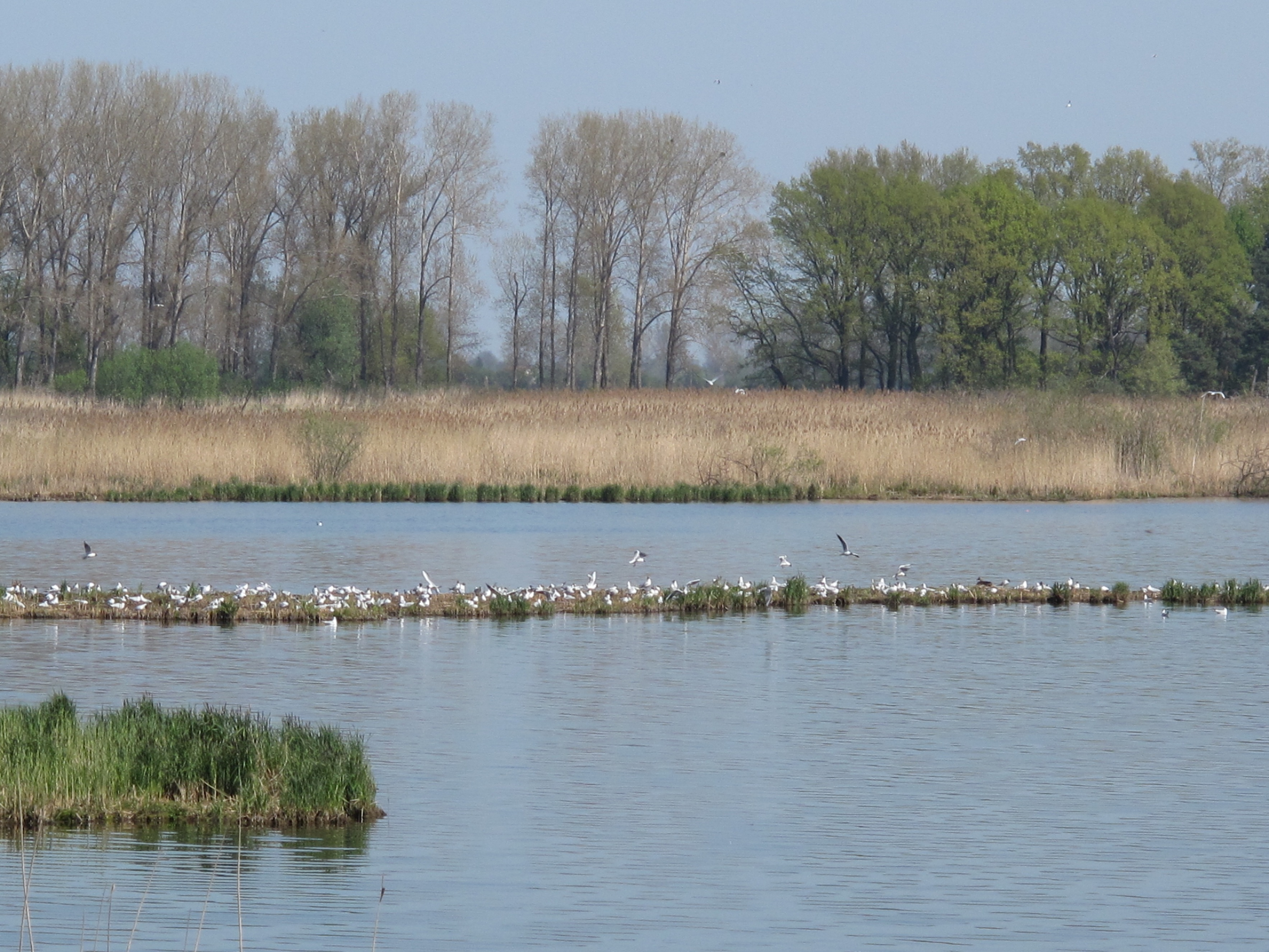
Möwen im Kietzer See

Die Watvögel finden in den Schlammflächen der Teiche ideale Ernährungsbedingungen. Wenn im Herbst die Teiche abgefischt sind und das Wasser abgelassen ist, stehen zeitweilig rund 150 Hektar Schlammflächen für die schreitenden und mit dem Schnabel im Boden stochernden Vögel zur Verfügung. Im November wurden Ansammlungen von bis zu 3.000 (andere Angabe: 4.500) rastenden Kiebitzen beobachtet. Der Vogel des Jahres 1996 ist nach § 10 Abs. 2 Nr. 11 BNatSchG in Deutschland streng geschützt und in der Roten Liste Brandenburgs als stark gefährdete Art eingestuft. Vertreten sind ferner Sandregenpfeifer und Kiebitzregenpfeifer sowie der in Brandenburg geschützte Flussregenpfeifer, der Vogel des Jahres 1993. Im Jahr 2000 zählten Beobachter 600 Brutpaare der zurzeit ungefährdeten Lachmöwe. Zudem gibt es Bestände der Weißkopfmöwe und der häufigsten Großmöwe in Europa, der Silbermöwe. Am 1. November 2002 bildete die Seenlandschaft einen der wenigen mitteleuropäischen Binnenlandbrutplätze der Steppenmöwe (10 Brutpaare). Die in dieser Region gleichfalls eher seltene Mittelmeermöwe wurde mit vereinzelten Brutpaaren nachgewiesen.
Aus der Familie der Seeschwalben gibt es Nester der in Brandenburg stark gefährdeten Fluss-Seeschwalbe, deren Bestand jedoch mehrjährigen Fluktuationen unterliegt; die Naturparkverwaltung gibt ohne Zeitbezug 60 Brutpaare an. Die in Deutschland als vom Aussterben bedrohte (Rote Liste Kat. 1), in Brandenburg allerdings lediglich gefährdete und gewöhnlich in Kolonien brütende Trauerseeschwalbe wurde im Mai 2003 mit 58 Brutpaaren nachgewiesen. Auch die in Deutschland gleichfalls als vom Aussterben bedrohte Raubseeschwalbe brütete im Juni 2000 mit vier Paaren in dem Schutzgebiet. Die Vögel mit dem kräftigen roten Schnabel haben ihre europäischen Brutkolonien ansonsten vorrangig an den nordöstlichen Ostseeküsten und überwintern überwiegend in Westafrika und an den Küsten des Mittelmeers. Zudem sind Schnepfenvögel wie rund zwanzig Paare der Waldwasserläufer belegt, die bis in die 1950er-Jahre fast ausschließlich östlich der Oder brüteten und in Brandenburg noch immer als extrem selten gelistet sind. Ferner gab es im September 2010 zehn Brutpaare des Großen Brachvogels – der Vogel des Jahres 1982 hatte während des 19. Jahrhunderts viele geeignete mitteleuropäische Brutgebiete durch Entwässerung von Moorgebieten verloren. Auch der Alpenstrandläufer, von dem in Deutschland zu Beginn des 21. Jahrhunderts weniger als vierzig Brutpaare vorhanden waren, wurde im Oktober 2004 mit 18 Paaren beobachtet.

### Gänsevögel und Lappentaucher
Unter Gänsevögeln und ihrer Familie Entenvögel dominieren Graugänse, Stockenten und die in Brandenburg stark gefährdeten Krickenten, deren Population 2002 bei rund 800 und 2004 bei rund 600 Tieren lag. Die Bestände der gleichfalls stark gefährdeten Löffelente stiegen von 105 Tieren im Jahr 2000 auf knapp 300 Tiere im Jahr 2004. Im Winter und Frühjahr können regional große Ansammlungen von Pfeifenten, Tafelenten (Vorwarnstufe) und von in Brandenburg vom Aussterben bedrohten Gänsesägern beobachtet werden. Als Höhlenbrüter findet der Gänsesäger in den Wäldern und verbliebenen Sumpfgebieten des Schutzgebietes die nötigen Baumhöhlen für seine Fortpflanzung. Insbesondere im Oktober und November rasten in dem Gewässersystem bis zu 30.000 durchziehende Waldsaat- und Blässgänse.
Zudem zeigten sich auf den Gewässern, teils vereinzelt: Kurzschnabelgans, Zwerggans, Weißwangengans, Rothalsgans, Nilgans, Kolbenente, Reiherente, Höckerschwan und Zwergschwan. Unter den Lappentauchern finden sich verschiedene Brutpaare des Haubentauchers, des Vogels des Jahres 2001, sowie des hier vom Aussterben bedrohten Schwarzhalstauchers (9 Paare im Jahr 2000). Dieser Taucher baut sein Nest so, dass es auf dem Wasser treibt, und ist dabei zu beobachten, wie er die Jungen in den ersten Wochen auf dem Rücken trägt.

### Sonstige Vögel
In den Uferzonen der Gewässer sind Sperlingsvögel wie die in Brandenburg gefährdeten Drosselrohrsänger, Beutelmeisen und Bartmeisen charakteristische Brutvögel. Vereinzelt wurden Schafstelzen und Uferschwalben beobachtet. Die gefährdete Uferschwalbe, Vogel des Jahres 1983, ist von oft nur kurzfristig vorhandenen Bodenbewegungen wie Mutterbodenaufschüttungen abhängig und findet in der Kulturlandschaft Ersatzlebensräume wie Lehm- und Kiesgruben. Weitere Wintergäste sind Berghänflinge und als Teilzieher Bergpieper mit ihren bezeichnenden dunkelgrauen, manchmal auch dunkelgraubraunen Beinen und Zehen.
Weitere seltene Vogelarten wie Eisvogel, See- und Fischadler oder Schwarz- und Weißstorch sind in dem Vogelschutzgebiet zu Hause. Mit dem Habicht, der in Brandenburg in der Vorwarnstufe gelistet ist, wurde ein weiterer Greifvogel angetroffen. Die Population der Graureiher lag im Oktober 2000 bei rund 340 Tieren und ging bis Oktober 2003 auf rund 180 Tiere zurück. Die Kolonie der Kormorane bestand im Oktober 2000 aus rund 250 Vögeln. Wie auch die hier wieder heimischen und vom Aussterben bedrohten Fischotter sind die Kormorane als vermeintliche Nahrungskonkurrenten des Menschen bei den Fischereibetrieben nicht gerne gesehen.

## Naturschutz und Pflegemaßnahmen
Das Europäische Vogelschutzgebiet Altfriedländer Teich- und Seengebiet ist wie jedes Europäische Vogelschutzgebiet Bestandteil des europaweiten Biotopverbunds und kohärenten Schutzgebietsnetzwerks Natura 2000. Die Bestimmungen der EU-Vogelschutzrichtlinie werden in enger Kooperation zwischen der Naturparkverwaltung und den ansässigen Fischern, Fischereibetrieben und sonstigen Flächennutzern umgesetzt; die fischereiwirtschaftliche Nutzung der Gewässer wird einverträglich mit dem Naturschutz betrieben. Zur Sicherung der vorhandenen Artenvielfalt und einer Verbesserung der Habitatbedingungen bestandsgefährdeter und überregional bedeutsamer Vogelarten wurden
verschiedene Projekte begonnen oder bereits umgesetzt.

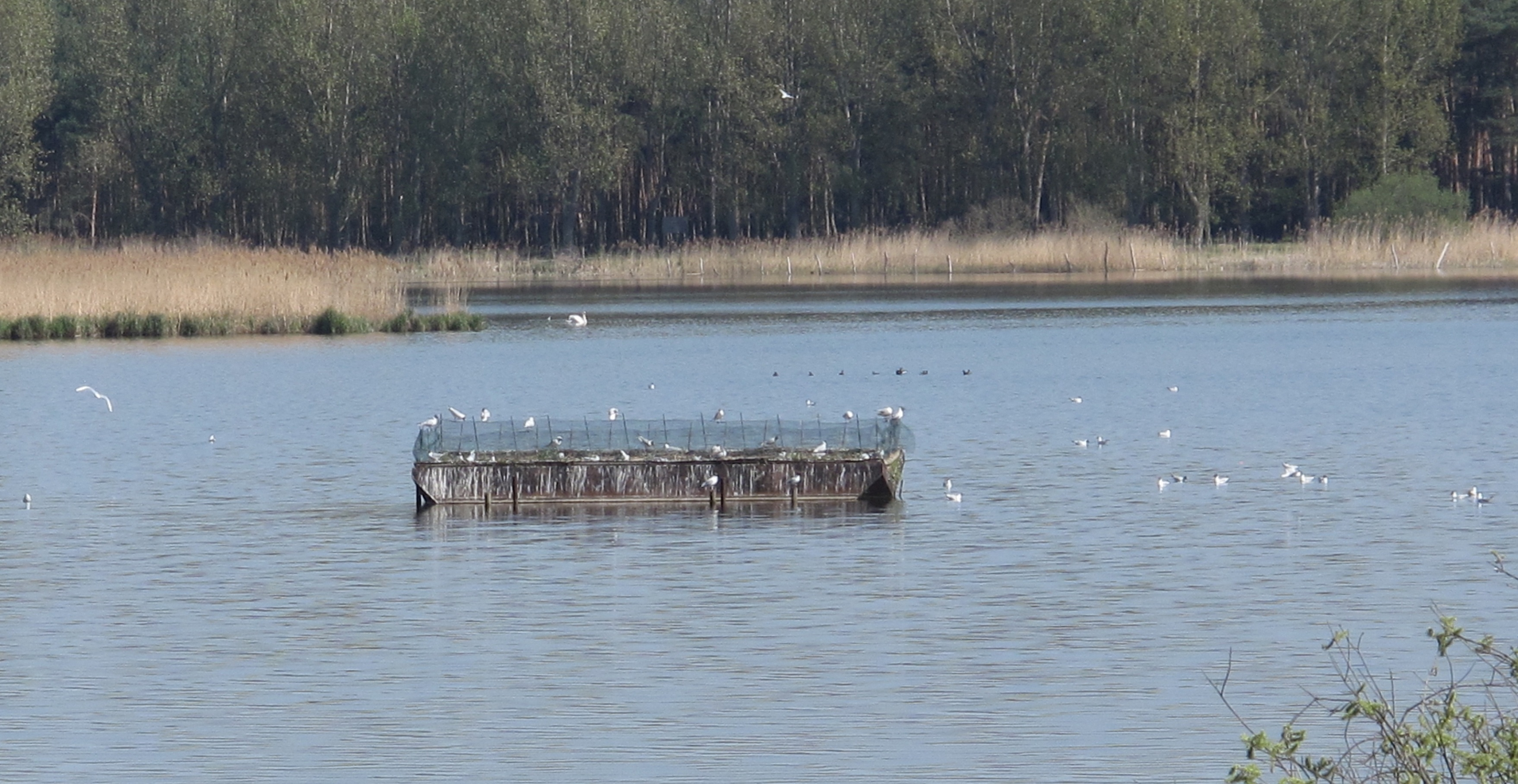
Künstliche Brutinsel im Kietzer See

- Dazu gehören Pflege- und Entwicklungsmaßnahmen […], wie beispielsweise die Verbesserung der Habitatbedingungen für Flussseeschwalben, Enten, Graugänse, Kiebitz und Flussregenpfeifer durch Pflegemaßnahmen in ausgewählten Bereichen und die Optimierung der Wasserstandsregulierung.[14]
- Beispielsweise erfolgt in Zusammenarbeit mit den Fischern und unter fachlicher Betreuung durch den Verein 'Ornithologie und Vogelschutz Märkische Schweiz e. V.' jährlich die Pflege der Brutinseln. Entsprechende Maßnahmen werden u. a. aus den Mitteln des Vertragsnaturschutzes der Naturparkverwaltung bzw. der Landesanstalt für Großschutzgebiete finanziert. 1999 konnten zudem zwei künstliche Brutinseln gebaut werden. Dafür wurden ausgediente Pontons, welche die Fischer zur Verfügung stellten, mit Kies, Grasflies und Unterschlupfmöglichkeiten präpariert. Zusätzlich wurden Rampen angebracht, um den noch flugunfähigen Jungvögeln ein Begehen der Inseln zu ermöglichen.[4]
- Zur Nisthilfe erfolgt im Winter bei Eis eine alljährliche Mahd auf einigen der natürlichen schwimmenden Schilfinseln des Kietzer Sees, die dann als Brutplätze für Lachmöwen, Fluss-Seeschwalben und weitere Arten dienen. Zudem werden Nistkästen für Enten installiert und gepflegt.[15]

Nach den Erfordernissen der im Schlamm stochernden Limikolen regulieren die Teichbetreiber während der Zugzeiten die Wasserstände in Absprache mit den Ornithologen. Auch die alljährliche Bestandserfassung der Brutpaare ist ein Teil der Schutz- und Pflegemaßnahmen. Da die Brutkolonie der Fluss-Seeschwalbe (50 bis 100 Nestpaare jährlich) zu den wichtigsten Kolonien der Art im Land Brandenburg gehört, werden ihr Verhalten und ihre Zahl mittels Vogelberingung gesondert überwacht.